# Plagerepne torquata
Plagerepne torquata är en fjärilsart som beskrevs av Willie Horace Thomas Tams 1926. Plagerepne torquata ingår i släktet Plagerepne och familjen nattflyn. Inga underarter finns listade i Catalogue of Life.